# Ettore Pasculli
Ettore Pasculli (Caccuri, 4 aprile 1950) è un regista italiano.

## Biografia
Laureato in Architettura, comincia molto presto ad interessarsi di cinema. Lavora a lungo a Cinecittà, dove assume l'incarico per le tecnologie cinematografiche avanzate ed è programmista regista per la RAI.
Tra i suoi film: Fuga dal paradiso (1990), Ultimo confine (1994), La fabbrica del vapore (1999, primo lungometraggio digitale italiano), Goliath, la bestia umana (2003)., Asfalto Rosso (2012)
Ha diretto Il viaggio (2005) e il restauro de L'inferno, primo kolossal ad effetti speciali nella storia del cinema muto mondiale.
È autore anche di svariate pubblicazioni sul cinema e sulla sua tecnica, come Il cinema dell'ingegno (Mazzotta Ed. 1990), Il grande cinema europeo (Mazzotta Ed.1992), Milano cinema prodigio - Cento anni di cinema a Milano (Ed. Canal-I Nodi, 1998).
Nel 2005 ha diretto il medio-metraggio in digitale Al di là del vetro, episodio pilota di una serie ambientata nel contesto degli scambi internazionali e delle grandi Fiere.
Le ultime opere sono il film digitale L'amico segreto in collaborazione con Fise, Apice e San Patrignano e Il tredicesimo uomo (13° uomo) , film promosso dalla FIGC riguardante le tematiche legate ai valori e alle deviazioni del calcio italiano.

## Filmografia

### Regista
- Le corderie dell'immaginario (1981)
- Prima del futuro (1985)
- Fuga dal paradiso (1990)
- Ultimo confine (1994)
- La fabbrica del vapore (2000)
- Goliath, la bestia umana (2003)
- Al di là del vetro (2005)
- Il viaggio - film TV (2005)
- L'amico segreto (2007)
- Il tredicesimo uomo (13° uomo) (2008)[4]
- Il bene oscuro - Il genio, la ricerca, la vita (2009)
- Asfalto rosso (2011)
- Italy amore mio (2013)
- Riso, amore e fantasia (2016)
- The World of Hope - cortometraggio (2017)